# Artpop
Artpop (thường được viết là ARTPOP) là album phòng thu thứ ba của ca sĩ - nhạc sĩ thu âm người Mỹ Lady Gaga. Album đã được phát hành vào ngày 11 tháng 11 năm 2013. "Applause" đã là đĩa đơn mở đường cho album, bài hát được gửi đến đài phát thanh Mainstream tại Mỹ vào ngày 12 tháng 8 năm 2013.

## Bối cảnh thực hiện & ghi âm
Tháng 9 năm 2011, trong một cuộc phỏng vấn với Ryan Seacrest, Gaga nói rằng cô đang thực hiện album phòng thu thứ ba của mình. Một thời gian ngắn sau khi công bố, nhà sản xuất âm nhạc DJ White Shadow, người từng làm việc với Gaga trong album Born This Way, cũng đã cho thấy sự tham gia của mình trong quá trình sản xuất và thu âm album. Nhà sản xuất nhạc Fernando Garibay cũng đã tuyên bố ông sẽ tiếp tục làm việc với Gaga trong album kế tiếp của cô. Gaga thu âm album cùng thời điểm với chuyến lưu diễn thế giới thứ ba, Born This Way Ball. Trong thời gian chuẩn bị và giai đoạn diễn tập cho tour diễn, Garibay và White Shadow đã gửi cho Gaga những thứ mà cô có thể sử dụng trong album. Garibay cho biết: "Các loại nhạc cụ mà tôi gửi cho cô ấy (Gaga) mà một trong số chúng thật điên rồ, thật sự tôi không biết bạn sẽ gọi chúng là gì nữa. Khi tôi tạo ra chúng...tôi biết cái gì sẽ thích hợp cho cô ấy còn cái gì không. Một số nhạc cụ có cấu trúc như một bản nhạc, một số trong chúng có cấu trúc như một sự nổi loạn, và cô ấy đi qua nó như một thợ đào mỏ vàng."
Nhà sản xuất âm nhạc nổi tiếng thế giới RedOne vẫn tiếp tục cùng Gaga trong album này sau thành công của 2 album trước là "The Fame" và "Born This Way". Trong cuộc phỏng vấn với MTV News rằng phần lớn việc hợp tác giữa anh và Gaga diễn ra từ xa do hai người đang cách nhau nửa vòng Trái đất, anh nói: "Dù không thể cùng vào phòng thu nhưng chúng tôi vẫn trao đổi ý tưởng với nhau và tập trung hết sức vào việc sáng tác hay với những giai điệu và thể loại khác nhau". Trong quá trình thực hiện album, gần như mọi thông tin liên quan đến album từ bài hát đến âm hưởng đều được giữ rất kín và bí mật; RedOne nói: "Tôi không muốn tiết lộ quá nhiều, vì tôi cũng không biết chuyện gì sẽ đến. Thật lòng, tôi không biết các ca khúc sẽ như thế nào....Ý định của tôi vẫn là: làm nên lịch sử. Nếu chúng tôi cảm thấy đó không phải là một phần của lịch sử, chúng tôi sẽ không thực hiện, nhưng hiện tại mọi thứ đều ổn. Chúng tôi thích sáng tạo âm nhạc, do vậy những điều sắp đến đều rất thú vị với chúng tôi". RedOne nói thêm: "Tôi không muốn hứa hẹn gì cả...nhưng, dĩ nhiên đó luôn là ý định của chúng tôi; Quan trọng nhất là có được những ca khúc tuyệt vời. Trong âm nhạc, bạn có thể điên rồ bao nhiêu tùy thích, đó luôn điều tôi cố gắng thực hiện...nhưng phải luôn đảm bảo có được những ca khúc hay. Và quan trọng nhất là sáng tác được những ca khúc khiến người nghe phải thốt lên kinh ngạc".
Khi tour diễn bắt đầu, một số các nhà sản xuất của Gaga đã đi vòng quanh thế giới cùng cô để thực hiện ghi âm album. DJ White Shadow nói rằng: "Tôi muốn thử và càng gần nó càng tốt, như vậy tôi không cần phải thức dậy lúc 4h sáng và bay đến L.A hoặc bất cứ nơi nào hoặc Nhật Bản hoặc bất cứ nơi nào cô ấy bắt đầu làm việc với các nhạc cụ." Trong một cuộc phỏng vấn với MTV, Garibay tuyên bó rằng: "Cho dù cô ấy ở đâu chúng tôi cũng sẽ thực hiện nó". Trong tháng 5 năm 2012, quản lý của Lady Gaga, Vincent Herbert tiết lộ rằng album đã được hoàn thành và ông đã được nghe qua các chất liệu làm nên album, ông nói: "Một sự phá cách, điên rồ; một đĩa nhạc tuyệt vời". Cùng tháng đó, Gaga tiết lộ thông tin về album mới của mình trên trang Twitter cá nhân rằng cô đã cho hãng đĩa nghe thử album và tên chính thức của album sẽ được cho ra mắt vào tháng 9 năm 2012.Nhưng điều này được chứng minh là sai khi tiêu đề album được Gaga công bố trước một tháng, đó là trong tháng 8 năm 2012.
Vào đầu tháng 7 năm 2013, Interscope Records đã gửi e-mail đến các ấn phẩm âm nhạc liên quan việc cập nhật các sản phẩm đang phát hành, đoạn e-mail kết thúc với dòng chữ "Coming Soon: Lady Gaga". Và sau đó hãng đĩa cũng đã công bố tên của đĩa đơn mở đường cho album là "Applause", cùng với một video âm nhạc sẽ được phát hành vào ngày 19 tháng 8. Tuy nhiên, bài hát đã được phát hành sớm hơn vào ngày 12 tháng 8 do một đoạn của bài hát bị rò rỉ ra ngoài.
Trong một cuộc phỏng vấn với NRJ 94,3 Montréal, Gaga khẳng định rắng sẽ có nhiều nghệ sĩ khác hợp tác với cô trong album lần này và mọi người chắc chắn sẽ "rất ngạc nhiên". Cô tiếp tục nói "trong album có một bài hát rất đặc biệt, nơi mà có những đám đông những con người thực sự tuyệt vời".

## Chủ đề album
Chủ đề của album được bắt đầu phát triển vào tháng 12 năm 2011. Trong khi thực hiện một buổi biểu diễn tại Australia, Gaga đã cho khán giả thưởng thức trước bài hát mang tựa đề "Princess Die", một bài hát mang chủ đề tự tử và nó viết về "Cái chết của Diana, công nương xứ Wales". Gaga nói rằng phiên bản "Princess Die" mà cô biểu diễn có thể sẽ không nằm trong album Artpop, nhưng một phiên bản nhạc dance của bài hát có thể phù hợp để hoàn tất danh sách bài hát cho album. Cô ấy cũng tuyên bố rằng album sẽ là một chứng minh cho sự "chưa trưởng thành & thiếu trách nhiệm"; "Artpop" sẽ là sự trái ngược hoàn toàn những gì mà album trước của cô "Born This Way" từng thể hiện. Vào tháng 11, Gaga tiết lộ thông qua trang Twitter của mình rằng cô đã viết đến 50 bài hát và đang xem xét nên đưa bài hát nào vào Artpop. Trong một cuộc phỏng vấn với Ryan Seacrest, Gaga nói rằng: "ARTPOP như là một kỷ niệm và là một hành trình âm nhạc đầy thơ mộng cùng với những người bạn của tôi; và tôi có một cuộc du ngoạn và thưởng thức nó như một ngôi sao nhạc pop". Gaga mô tả album như là "sự đảo ngược kinh nghiệm của Warholian"(Kinh nghiệm của Warholian là một tài liệu tham khảo từ họa sĩ người Mỹ Andy Warhol, là những kinh nghiệm làm nghệ thuật phổ biến dành cho mọi nghệ sĩ). Mục tiêu của Gaga với "ARTPOP" là làm ngược lại điều này. Trên trang web của mình trong năm 2012, Gaga tiết lộ rằng Artpop sẽ chứa trong đó nhiều thể loại nhạc bao gồm cả complextro, J-pop, dance và những gì mà cô mô tả là "cái bẫy ngầm của dân đồng tính ở Chicago". Gaga và nhà sản xuất âm nhạc của cô đã có nhiều cách tiếp cận thực nghiệm cho album. Theo nhà sản xuất Zedd, "Có một bài hát bắt đầu bằng những gì cô ấy chỉ cho tôi, như là 10 từ để để miêu tả cảm xúc và sau đó tôi đưa chúng vào trong âm nhạc". Theo Gaga, điểm sáng của Artpop là đã để nhạc pop và nghệ thuật (art) có thể trao đổi với nhau, hòa quyện vào nhau. Gaga cảm thấy hạnh phúc hơn nhiều khi cô ấy viết nhạc cho album này so với những album trước đây của cô. Artpop cực vui nhộn! Gaga đã từng chia sẻ: "Nó cực vui nhộn và tràn ngập niềm hạnh phúc bởi bạn biết đấy, tôi sống vì những tiếng vỗ tay của các bạn mà". DJ White Shadow cho biết thêm: "Nó rất thú vị. Tôi đã chơi thử nó cho một vài người bạn và họ đã nhún nhảy theo giai điệu bài hát". Gaga mô tả Artpop như là "album thực sự đầu tiên" và mô phỏng nó với hình ảnh "phượng hoàng bay lên từ đống tro tàn"

## Phát hành
Ban đầu album được dự kiến phát hành vào đầu năm 2013 nhưng việc phát hành Artpop đã bị hoãn lại vô thời hạn khi Gaga bị chấn thương khớp hông và viêm màng hoạt dịch; vì thế cô cần được phẫu thuật và điều trị ngoại khoa, đồng thời đó cũng là lý do cô đã hủy toàn bộ số buổi diễn còn lại trong tour diễn Born This Way Ball. Gaga hứa sẽ hoàn lại tiền vé cho các khán giả và công khai xin lỗi người hâm mộ vì sự cố này. Cô giải thích về bệnh tình trên Twitter: "Tôi đã giấu ê kíp việc mình ngày càng đau hơn trong khoảng một tháng nay và cầu cho mình nhanh chóng bình phục. Tôi không muốn mọi người lo lắng. Tuy nhiên, sau màn trình diễn tối qua, tôi không thể đi lại và đến giờ vẫn không tiến triển gì. Điều này thật đáng ghét. Tôi rất yêu các bạn và vô cùng xin lỗi". Theo Vonda Wright, phát ngôn viên Học viện phẫu thuật chỉnh hình Mỹ, thì Gaga sẽ phải mang nạng trong vòng vài tuần và sau đó trong vòng từ 3-4 tháng, Gaga sẽ được tiến hành vật lý trị liệu với cường độ cao.
Vào tháng 7 năm 2013, hãng đĩa của Gaga đã công bố rằng Artpop sẽ được phát hành vào ngày 11 tháng 11 năm 2013 thông qua ứng dụng được phát triển bởi đội ngũ công nghệ Haus of Gaga, mang tên "TechHaus". Nó được ứng dụng có sẵn trên tất cả các sản phẩm như iPad, iPod, iPhone, Android, và người sử dụng máy tính; nó bao gồm video cho mỗi bài hát trong album, "bonus music", các trò chơi, tán gẫu (chat), cập nhật xu hướng thời trang và còn nhiều hơn tiện ích hơn nữa.. Nó sẽ là album thứ ba được phát hành dưới dạng ứng dụng trong thị trường thương mại, hai album trước đó là Biophilia của Björk (2011) và Magna Carta... Holy Grail của Jay-Z (2013). Album cùng các ứng dụng của nó ban đầu được đặt hàng bắt đầu từ ngày 1 tháng 9 năm 2013, tuy nhiên, Gaga sau đó đã thông báo trên Facebook của cô ấy rằng các đơn đặt hàng cho album và các ứng dụng của album sẽ được phục vụ sớm hơn từ ngày 19 tháng 8 năm 2013. Lý do để đẩy việc bán album lên sớm như vậy vào tháng 8 là để phù hợp với kế hoạch phát hành đĩa đơn đầu tiên từ album "Applause".

## Quảng bá
Về thông báo việc phát hành album chính thức, ngày 12 tháng 7 Gaga có đề cập đến việc cô sẽ tổ chức các bữa tiệc đêm "artRave" trước ngày album ra mắt cũng như giới thiệu các dự án mà cô đã hợp tác với Haus of Gaga, bộ đôi nhiếp ảnh gia người Hà Lan Inez van Lamsweerde và Vinoodh Matadin, giám đốc nhà hát Robert Wilson, nghệ sĩ biểu diễn Marina Abramović và Jeff Koons. Những hình ảnh quảng bá đầu tiên cho album được tiết lộ đó là hình chụp Gaga bán nude, trên mặt cô mang một chiếc mặt nạ trong suốt (đây là thiết kế của Isabell Yalda Hellysaz đến từ trường Cao đẳng Thời trang London) và với mái tóc nâu xõa cùng hàng chữ "ARTPOP" được xăm trên tay trái. Một hình ảnh quảng bá khác được công bố là hình Gaga bán nude, đứng trong một tư thế đầy khiêu khích với cánh tay robot giả và mái tóc nâu dài xõa xuống. Bức ảnh chính thức thứ ba là hình ảnh Gaga khỏa thân hoàn toàn, cô ngồi lên một chiếc ghế làm bằng vi mạch điện tử, đeo một cặp kính mắt và để lộ ra ở đùi trái hình xăm kì lân của mình.
Vào ngày 25 tháng 7 năm 2013, MTV đã công bố rằng Gaga sẽ biểu diễn "Applause" tại MTV Video Music Awards 2013 vào ngày 25 tháng 8 năm 2013. Gaga đồng thời quảng bá  cho album của mình trong iTunes Festival diễn ra vào ngày 1 tháng 9 năm 2013.

## Đĩa đơn
"Applause" được phát hành là đĩa đơn mở đường cho album vào ngày 12 tháng 8 năm 2013, sau đó nó được phát trên đài phát thanh quốc gia của Mỹ vào ngày 20 tháng 8 năm 2013. Bìa đĩa đơn được Gaga tiết lộ trên Twitter, với hình ảnh cận cảnh gương mặt của Gaga với phong cách trang điểm ma quái "Pop-art" như một chú hề. Video âm nhạc cho "Applause" được phát hành vào ngày 19 tháng 8 năm 2013 trên kênh Vevo chính thức của cô. Video được quay tại Los Angeles bởi Inez van Lamsweerde và Vinoodh Matadin, cũng là những người thực hiện hình ảnh cho bìa đĩa đơn. Do sự rò rỉ video của bài hát, bao gồm cả phiên bản chất lượng cao và chất lượng thấp, "Applause" đã được cho phát hành sớm hơn vào ngày 12 tháng 8 năm 2013.
"Do What U Want" là đĩa đơn thứ 2 trích từ album vào ngày 21 tháng 10 năm 2013, bìa đĩa đơn là hình ảnh vòng 3 của Gaga.

## Danh sách bài hát
| STT              | Nhan đề                                                   | Sáng tác                                                                           | Sản xuất                             | Thời lượng |
| ---------------- | --------------------------------------------------------- | ---------------------------------------------------------------------------------- | ------------------------------------ | ---------- |
| 1.               | "Aura"                                                    | Lady Gaga Anton Zaslavski Amit Duvdevani Erez Eisen                                | Zedd Infected Mushroom Lady Gaga     | 3:55       |
| 2.               | "Venus"                                                   | Lady Gaga Paul "DJ White Shadow" Blair Hugo Leclercq Dino Zisis Nick Monson Sun Ra | Lady Gaga Leclercq [a]               | 3:53       |
| 3.               | "G.U.Y."                                                  | Lady Gaga Zaslavski                                                                | Zedd Lady Gaga                       | 3:52       |
| 4.               | "Sexxx Dreams"                                            | Lady Gaga Blair Martin Bresso William Grigahcine                                   | Blair Lady Gaga                      | 3:34       |
| 5.               | "Jewels n' Drugs" (hợp tác với T.I., Too Short và Twista) | Lady Gaga Blair Monson Zisis Too Short Twista Clifford Harris, Jr.                 | Blair Lady Gaga Monson [a] Zisis [a] | 3:48       |
| 6.               | "Manicure"                                                | Lady Gaga Blair Zisis Monson                                                       | Blair Lady Gaga Monson [a] Zisis [a] | 3:19       |
| 7.               | "Do What U Want" (hợp tác với R. Kelly)                   | Lady Gaga Blair Bresso Grigahcine Kelly                                            | Blair Lady Gaga                      | 3:47       |
| 8.               | "Artpop"                                                  | Lady Gaga Blair Zisis Monson                                                       | Blair Lady Gaga Monson [a] Zisis [a] | 4:07       |
| 9.               | "Swine"                                                   | Lady Gaga Blair Zisis Monson                                                       | Blair Lady Gaga Monson [a] Zisis [a] | 4:28       |
| 10.              | "Donatella"                                               | Lady Gaga Zaslavski                                                                | Zedd Lady Gaga                       | 4:24       |
| 11.              | "Fashion!"                                                | Lady Gaga Giorgio Tuinfort William Adams David Guetta Blair                        | Tuinfort will.i.am Guetta Lady Gaga  | 3:59       |
| 12.              | "Mary Jane Holland"                                       | Lady Gaga Leclercq                                                                 | Leclercq Lady Gaga                   | 4:37       |
| 13.              | "Dope"                                                    | Lady Gaga Blair Monson Zisis                                                       | Rick Rubin Lady Gaga                 | 3:41       |
| 14.              | "Gypsy"                                                   | Lady Gaga RedOne Leclercq Blair                                                    | Leclercq Lady Gaga                   | 4:08       |
| 15.              | "Applause"                                                | Lady Gaga Blair Zisis Monson Bresso Nicolas Mercier Julien Arias Grigahcine        | Blair Lady Gaga Monson [a] Zisis [a] | 3:32       |
| Tổng thời lượng: | Tổng thời lượng:                                          | Tổng thời lượng:                                                                   | Tổng thời lượng:                     | 59:04      |

| Bài hát tặng kèm ở phiên bản Walmart | Bài hát tặng kèm ở phiên bản Walmart           | Bài hát tặng kèm ở phiên bản Walmart                                        | Bài hát tặng kèm ở phiên bản Walmart             | Bài hát tặng kèm ở phiên bản Walmart |
| STT                                  | Nhan đề                                        | Sáng tác                                                                    | Producer(s)                                      | Thời lượng                           |
| ------------------------------------ | ---------------------------------------------- | --------------------------------------------------------------------------- | ------------------------------------------------ | ------------------------------------ |
| 16.                                  | "Applause" (DJ White Shadow Electrotech Remix) | Lady Gaga Blair Zisis Monson Bresso Nicolas Mercier Julien Arias Grigahcine | Blair Lady Gaga Monson [a] Zisis [a]             | 5:49                                 |
| 17.                                  | "Applause" (Viceroy Remix)                     | Lady Gaga Blair Zisis Monson Bresso Nicolas Mercier Julien Arias Grigahcine | Blair Lady Gaga Monson [a] Zisis [a] Viceroy [b] | 4:27                                 |
| Tổng thời lượng:                     | Tổng thời lượng:                               | Tổng thời lượng:                                                            | Tổng thời lượng:                                 | 69:20                                |

| Bài hát tặng kèm ở phiên bản Nhật | Bài hát tặng kèm ở phiên bản Nhật              | Bài hát tặng kèm ở phiên bản Nhật                                           | Bài hát tặng kèm ở phiên bản Nhật                          | Bài hát tặng kèm ở phiên bản Nhật |
| STT                               | Nhan đề                                        | Sáng tác                                                                    | Producer(s)                                                | Thời lượng                        |
| --------------------------------- | ---------------------------------------------- | --------------------------------------------------------------------------- | ---------------------------------------------------------- | --------------------------------- |
| 16.                               | "Applause" (DJ White Shadow Electrotech Remix) | Lady Gaga Blair Zisis Monson Bresso Nicolas Mercier Julien Arias Grigahcine | Blair Lady Gaga Monson [a] Zisis [a]                       | 5:49                              |
| 17.                               | "Applause" (Viceroy Remix)                     | Lady Gaga Blair Zisis Monson Bresso Nicolas Mercier Julien Arias Grigahcine | Blair Lady Gaga Monson [a] Zisis [a] Viceroy [b]           | 4:27                              |
| 18.                               | "Applause" (Empire of the Sun Remix)           | Lady Gaga Blair Zisis Monson Bresso Nicolas Mercier Julien Arias Grigahcine | Blair Lady Gaga Monson [a] Zisis [a] Empire of the Sun [b] | 4:08                              |
| Tổng thời lượng:                  | Tổng thời lượng:                               | Tổng thời lượng:                                                            | Tổng thời lượng:                                           | 73:28                             |

| DVD tặng kèm phiên bản đặc biệt quốc tế | DVD tặng kèm phiên bản đặc biệt quốc tế                   | DVD tặng kèm phiên bản đặc biệt quốc tế |
| STT                                     | Nhan đề                                                   | Thời lượng                              |
| --------------------------------------- | --------------------------------------------------------- | --------------------------------------- |
| 1.                                      | "Aura" (Live, iTunes festival 2013)                       |                                         |
| 2.                                      | "Manicure" (Live, iTunes festival 2013)                   |                                         |
| 3.                                      | "Artpop" (Live, iTunes festival 2013)                     |                                         |
| 4.                                      | "Jewels & Drugs" (Live, iTunes festival 2013)             |                                         |
| 5.                                      | "Sex Dreams" (Live, iTunes festival 2013)                 |                                         |
| 6.                                      | "Swine" (Live, iTunes festival 2013)                      |                                         |
| 7.                                      | "I Wanna Be With You (Dope)" (Live, iTunes festival 2013) |                                         |
| 8.                                      | "Applause" (Live, iTunes festival 2013)                   |                                         |
| Tổng thời lượng:                        | Tổng thời lượng:                                          | 1:00:26                                 |

| DVD tặng kèm phiên bản đặc biệt ở Nhật | DVD tặng kèm phiên bản đặc biệt ở Nhật                  | DVD tặng kèm phiên bản đặc biệt ở Nhật |
| STT                                    | Nhan đề                                                 | Thời lượng                             |
| -------------------------------------- | ------------------------------------------------------- | -------------------------------------- |
| 1.                                     | "Aura" (Live, iTunes Festival 2013)                     |                                        |
| 2.                                     | "Manicure" (Live, iTunes Festival 2013)                 |                                        |
| 3.                                     | "Artpop" (Live, iTunes Festival 2013)                   |                                        |
| 4.                                     | "Jewels & Drugs" (Live, iTunes Festival 2013)           |                                        |
| 5.                                     | "Sex Dreams" (Live, iTunes Festival 2013)               |                                        |
| 6.                                     | "Swine" (Live, iTunes Festival 2013)                    |                                        |
| 7.                                     | "I Wanna Be With U (Dope)" (Live, iTunes Festival 2013) |                                        |
| 8.                                     | "Applause" (Live, iTunes Festival 2013)                 |                                        |
| 9.                                     | "Video Interview" (Japanese original)                   |                                        |

## Xếp hạng
| Bảng xếp hạng (2013)                          | Vị trí cao nhất |
| --------------------------------------------- | --------------- |
| Argentine Monthly Albums (CAPIF)              | 8               |
| Album Úc (ARIA)                               | 2               |
| Australian Dance Albums (ARIA)                | 1               |
| Album Áo (Ö3 Austria)                         | 1               |
| Album Bỉ (Ultratop Vlaanderen)                | 2               |
| Album Bỉ (Ultratop Wallonie)                  | 2               |
| Album Canada (Billboard)                      | 3               |
| Croatian Albums (HDU)                         | 1               |
| Album Cộng hòa Séc (ČNS IFPI)                 | 3               |
| Album Đan Mạch (Hitlisten)                    | 5               |
| Album Hà Lan (Album Top 100)                  | 4               |
| Album Phần Lan (Suomen virallinen lista)      | 3               |
| Album Pháp (SNEP)                             | 3               |
| Album Đức (Offizielle Top 100)                | 3               |
| Greek Albums (IFPI)                           | 4               |
| Hungarian Albums (MAHASZ)                     | 17              |
| Album Ireland (IRMA)                          | 2               |
| Album Ý (FIMI)                                | 2               |
| Album Nhật Bản (Oricon)                       | 1               |
| Mexican Albums (AMPROFON)                     | 1               |
| Album New Zealand (RMNZ)                      | 2               |
| Album Na Uy (VG-lista)                        | 4               |
| Album Ba Lan (ZPAV)                           | 8               |
| Album Bồ Đào Nha (AFP)                        | 4               |
| Album Nga (2M)                                | 1               |
| Album Scotland (OCC)                          | 1               |
| Album Hàn Quốc (Gaon)                         | 3               |
| Album Tây Ban Nha (PROMUSICAE)                | 3               |
| Album Thụy Điển (Sverigetopplistan)           | 6               |
| Album Thụy Sĩ (Schweizer Hitparade)           | 2               |
| Album Đài Loan (G-Music)                      | 7               |
| Album Anh Quốc (OCC)                          | 1               |
| Album Hoa Kỳ Billboard 200                    | 1               |
| Album Hoa Kỳ Top Dance/Electronic (Billboard) | 1               |

| Bảng xếp hạng (2013)       | Vị trí |
| -------------------------- | ------ |
| Album Bỉ (Flanders)        | 110    |
| Album Bỉ (Wallonia)        | 88     |
| Album Nhật Bản             | 45     |
| Mỹ Billboard 200           | 103    |
| Mỹ Dance/Electronic Albums | 2      |

## Chứng nhận
| Quốc gia | Chứng nhận | Số đơn vị/doanh số chứng nhận |
| --- | ---------- | ----------------------------- |
| Argentina (CAPIF) | Vàng       | 20.000^                       |
| Áo (IFPI Áo) | Vàng       | 7.500*                        |
| Brasil (Pro-Música Brasil) | Bạch kim   | 40.000*                       |
| Canada (Music Canada) | Bạch kim   | 80.000^                       |
| Colombia (ASINCOL) | Vàng       |                               |
| Pháp (SNEP) | Bạch kim   | 65,000                        |
| Hungary (Mahasz) | Vàng       | 3.000^                        |
| Ý (FIMI) | Vàng       | 30.000*                       |
| Nhật Bản (RIAJ) | Bạch kim   | 195.712                       |
| México (AMPROFON) | Bạch kim   | 60.000^                       |
| Na Uy (IFPI) | Vàng       | 10.000*                       |
| Ba Lan (ZPAV) | Vàng       | 10.000*                       |
| South Korea | —          | 3.856                         |
| Tây Ban Nha (PROMUSICAE) | Vàng       | 20.000^                       |
| Thụy Điển (GLF) | Vàng       | 20.000‡                       |
| Thụy Sĩ (IFPI) | Bạch kim   | 20.000‡                       |
| Anh Quốc (BPI) | Vàng       | 256.000                       |
| Hoa Kỳ (RIAA) | Bạch kim   | 775.000                       |
| Tổng hợp |            |                               |
| Thế giới (IFPI) | —          | 2.500.000                     |
| * Chứng nhận dựa theo doanh số tiêu thụ. ^ Chứng nhận dựa theo doanh số nhập hàng. ‡ Chứng nhận dựa theo doanh số tiêu thụ và phát trực tuyến. |            |                               |

Ghi chú
- ^[a]  biểu thị người đồng sản xuất
- ^[b]  biểu thị nhà sản xuất bổ sung
- "Venus" bao gồm một đoạn nhạc từ bài hát "Rocket Number Nine" sáng tác bởi Sun Ra và "Rocket n°9" bởi Zombie Zombie.
- "Sexxx Dreams" được đổi tên lại thành "X Dreams" trong phiên bản chỉnh sửa của album.[92]

## Lịch sử phát hành
| Quốc gia    | Ngày                 | Định dạng               | Nguồn  |
| ----------- | -------------------- | ----------------------- | ------ |
| Nhật        | 6 tháng 11 năm 2013  | CD+DVD, tải kỹ thuật số | [ 93 ] |
| Phần Lan    | 8 tháng 11 năm 2013  | CD+DVD, tải kỹ thuật số | [ 94 ] |
| Úc          | 8 tháng 11 năm 2013  | CD+DVD, tải kỹ thuật số | [ 95 ] |
| New Zealand | 8 tháng 11 năm 2013  | CD+DVD, tải kỹ thuật số | [ 96 ] |
| Áo          | 8 tháng 11 năm 2013  | CD+DVD, tải kỹ thuật số | [ 97 ] |
| Hàn Quốc    | 11 tháng 11 năm 2013 | CD+DVD, tải kỹ thuật số | [ 98 ] |
| Thế giới    | 11 tháng 11 năm 2013 | CD+DVD, tải kỹ thuật số | [ 99 ] |